# 알랭 스타디움
알랭 스타디움(Al Lang Stadium)은 미국의 다목적 경기장으로 플로리다주 세인트피터즈버그에 위치하고 있으며 USL 챔피언십 탬파베이 라우디스의 홈경기장이다. 